# Bobby Witt Jr.
Robert Andrew Witt Jr. (Colleyville, Texas, 14 de junio de 2000) es un campocorto y tercera base estadounidense, de los Kansas City Royals en el béisbol de Grandes Ligas (MLB). Fue la segunda selección de los Reales en el draft de 2019 y debutó en 2022.
Witt es el único campocorto en la historia de la MLB en lograr dos temporadas 30-30 (30 jonrones y 30 bases robadas), habiéndolo logrado en 2023 y 2024.

## Carrera amateur
Witt asistió a la escuela secundaria Colleyville Heritage en Colleyville, Texas. Se comprometió a jugar béisbol universitario en la Universidad de Oklahoma. Como junior en 2018, bateó .446 con 10 jonrones. Ese verano, ganó el High School Home Run Derby en Nationals Park . También jugó en el Under Armour All-America Baseball Game en Wrigley Field, donde conectó un cuadrangular, fue nombrado Jugador Más Valioso del equipo e incluido en el Perfect Game All-American Classic en Petco Park. En diciembre, jugó para el equipo de Estados Unidos, en la ciudad de Panamá, durante el Campeonato Panamericano COPABE 2018, ayudando a su selección a ganar una medalla de oro. En 2019, su último año, fue nombrado Jugador Nacional de Béisbol del Año de Gatorade después de batear .515 con 15 jonrones, 54 carreras impulsadas y 17 bases robadas.

## Carrera profesional

### Ligas menores (2019-2021)
Witt fue considerado uno de los principales prospectos para el draft de las Grandes Ligas de 2019. Fue seleccionado por los Kansas City Royals con la segunda selección general. Firmó por $7,79 millones e hizo su debut profesional con los Reales de la Liga de Arizona de ligas menores. Durante 37 juegos, bateó .262/.317/.354 con un jonrón, 27 carreras impulsadas y nueve bases robadas.

Witt no jugó en ligas menores en 2020 debido a la cancelación de la temporada provocada por la pandemia de COVID-19. Para comenzar la temporada 2021, fue asignado a los Northwest Arkansas Naturals de la Doble-A Central. En junio, fue seleccionado para jugar en el All-Star Futures Game en el Coors Field. Después de batear .292/.369/.570 con 16 jonrones, 50 carreras impulsadas y 14 bases robadas en 60 juegos, fue ascendido a los Omaha Storm Chasers de la Triple-A East . Durante 62 juegos con Omaha, Witt tuvo una ofensiva de .285/.352/.581 con 17 jonrones, 46 carreras remolcadas y 15 bases estafadas. 

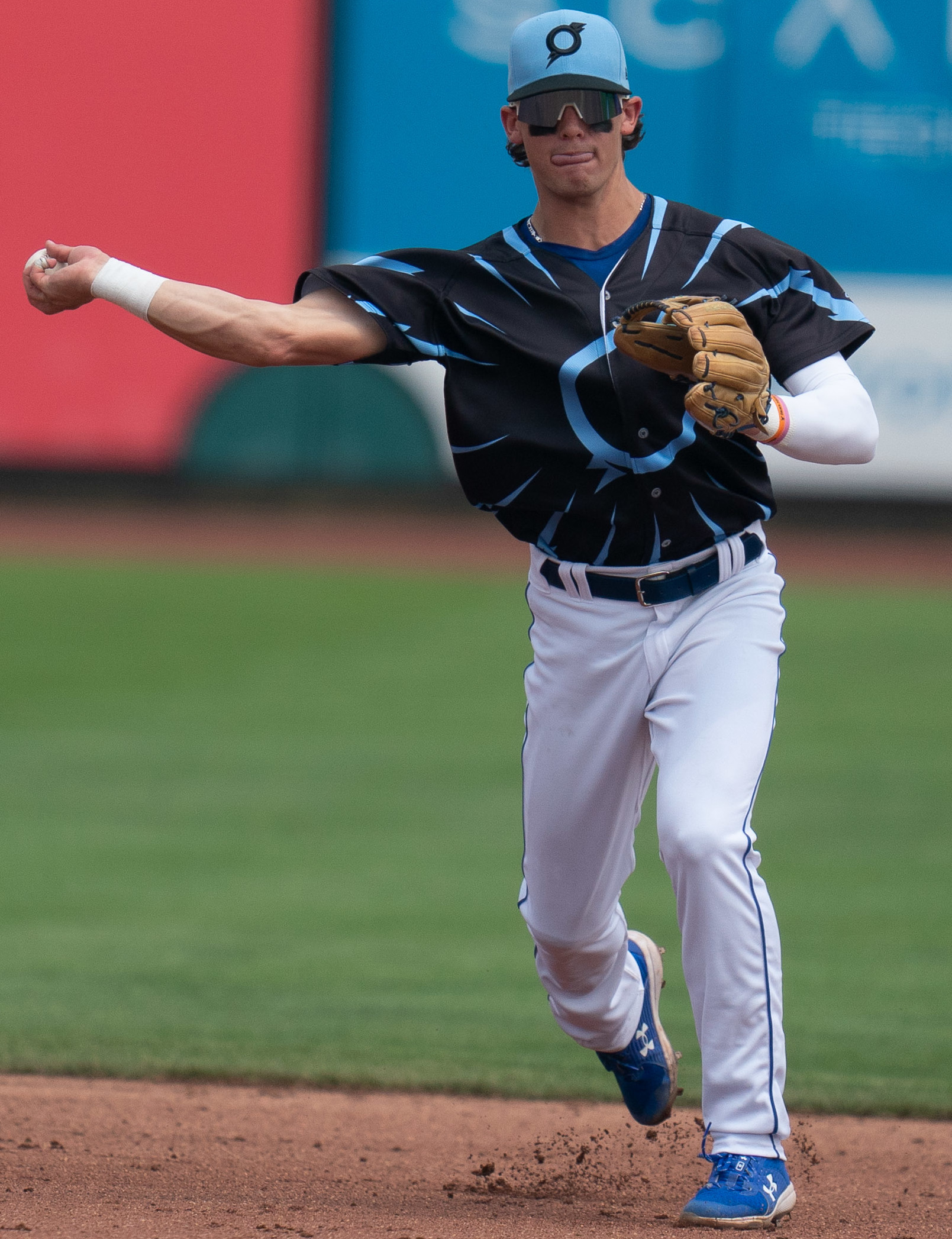
Witt con los Omaha Storm Chasers en 2021.

Recibió el premio al jugador del año de las ligas menores de USA Today y el premio al jugador del año de las ligas menores de Baseball America .

### Con Kansas City

#### 2022

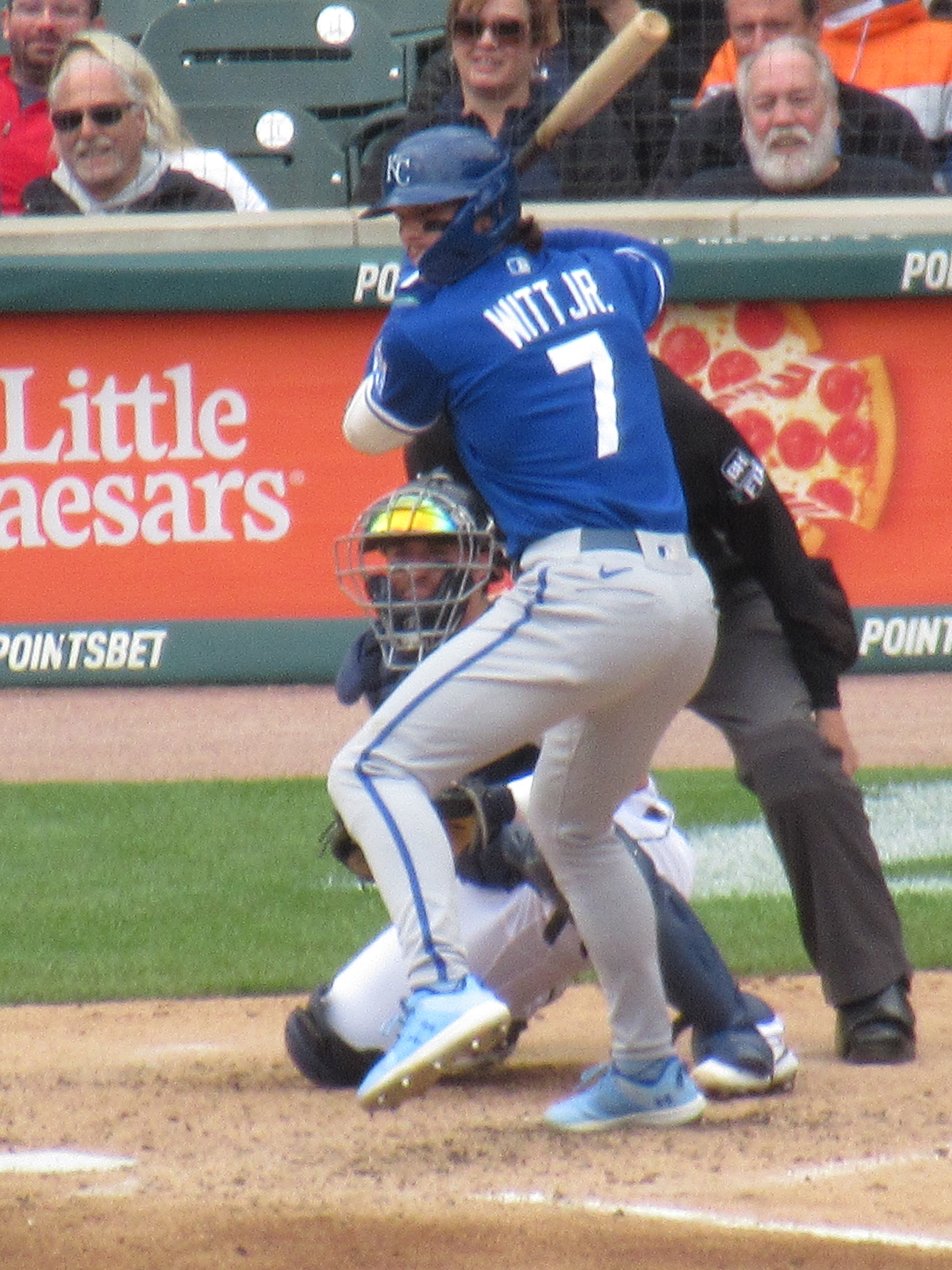
Witt en 2022

Witt comenzó a practicar en la tercera base durante los entrenamientos de primavera de 2022. El 5 de abril de 2022, los Reales anunciaron que Witt había entrado en el roster del Día Inaugural. Hizo su debut en la MLB el día inaugural, el 7 de abril, en la victoria 3 a 1 contra los Guardianes de Cleveland, y conectó su primer hit en las mayores al conectar un doble que impulsó la carrera de la victoria de su equipo.

#### 2023
El 29 de septiembre de 2023, durante un partido contra los Yankees, Bobby Witt Jr. conectó un cuadrangular y se convirtió en el primer jugador en la historia de los Reales en lograr 30 jonrones y 30 robos de bases en una temporada.

#### 2024
En febrero de 2024 Bobby Witt Jr. firmó una extensión de su contrato por 11 años y 288.7 millones de dólares, estableciendo el récord como el mayor contrato en la historia de la franquicia. En la temporada de 2024 Witt participó en el Home Run Derby, logrando llegar a la final, siendo finalmente derrotado por Teoscar Hernández, quien realizó 14 jonrones frente a los 13 de Bobby. Esa temporada también participó por primera vez en el Juego de Estrellas de las Grandes Ligas de Béisbol, en el equipo de la Liga Americana, resultando ganadores. Witt finalizó la temporada regular con un promedio de bateo de .332 y logró su segunda campaña consecutiva de 30-30, al anotar 32 jonrones y robar 31 bases.

## Vida personal
El padre de Witt, Bobby Witt, jugó 16 temporadas como lanzador en Grandes Ligas. Bobby Sr. es un agente de jugadores de Octagon Baseball y es el asesor de su hijo.